# Liste der Kreisstraßen im Rhein-Hunsrück-Kreis
Die Liste der Kreisstraßen im Rhein-Hunsrück-Kreis ist eine Auflistung der Kreisstraßen im rheinland-pfälzischen Rhein-Hunsrück-Kreis.

## Abkürzungen
- K: Kreisstraße
- L: Landesstraße

## Liste
Die Kreisstraßen behalten die ihnen zugewiesene Nummer in der Regel nicht bei einem Wechsel in einen anderen Landkreis oder in eine kreisfreie Stadt. Nicht vorhandene bzw. nicht nachgewiesene Kreisstraßen werden in Kursivdruck gekennzeichnet, ebenso Straßen und Straßenabschnitte, die unabhängig vom Grund (Herabstufung zu einer Gemeindestraße oder Höherstufung) keine Kreisstraßen mehr sind. 
Der Straßenverlauf wird in der Regel von Nord nach Süd und von West nach Ost angegeben.
| Nr.   | Verlauf |
| ----- | --- |
| K 1   | L 182 in Laufersweiler – K 2 – Dill – K 3 – Dillendorf – K 4 – K 3 in Kirchberg (Hunsrück)                                                           |
| K 2   | L 182 in Lautzenhausen – Sohren – K 73 – Niedersohren – K 81 – K 1 – Dill – Sohrschied – K 3 – Kreisgrenze – (K 73 im Landkreis Birkenfeld)          |
| K 3   | K 2 in Sohrschied – K 1 – Dillendorf – K 4 – Liederbach – L 195 – Kirchberg (Hunsrück) – K 1 – K 11 – – K 13 – K 8 – K 9 – – L 228 – K 58 – – K 18 – |
| K 4   | K 3 – Dillendorf – K 1 – L 185 in Hecken |
| K 5   | L 185 in Lindenschied – in Dickenschied |
| K 6   | /L 185 – K 7 – Womrath – Wallenbrück |
| K 7   | in Kirchberg (Hunsrück) – Maitzborn – K 8 – K 6 |
| K 8   | K 3 – K 9 – Rödern – K 7 in Maitzborn |
| K 9   | K 3 – K 8 |
| K 10  | K 11 – L 195 in Ober Kostenz |
| K 11  | L 193 – K 10 – Todenroth – K 12 – Metzenhausen – K 3 in Kirchberg (Hunsrück)                                                                         |
| K 12  | K 11 in Todenroth – Kludenbach – / |
| K 13  | K 15 in Kirchberg (Hunsrück) – K 3 in Kirchberg (Hunsrück)                                                                                           |
| K 14  | K 15 – L 228 in Unzenberg |
| K 15  | L 226 in Biebern – K 18 – Heinzenbach – L 228 – K 14 – Kirchberg (Hunsrück) – K 13 –                                                                 |
| K 16  | Neuhof – K 58 |
| K 17  | L 228 in Reckershausen – / |
| K 18  | K 15 in Biebern – Nannhausen – K 19 – K 3 – – Ohlweiler – L 108                                                                                      |
| K 19  | L 228 – Nickweiler – Nannhausen – K 18 – Schmiedel – L 108 in Simmern/Hunsrück                                                                       |
| K 20  | L 226 – Külz (Hunsrück) – L 108 – L 227 in Neuerkirch                                                                                                |
| K 21  | L 227 in Michelbach – L 108 in Alterkülz |
| K 22  | L 225 in Hasselbach – L 227 in Wüschheim |
| K 23  | /L 225 – K 24 – Hundheim – L 226 |
| K 24  | K 25 – K 68 – Völkenroth – – K 23 |
| K 25  | in Kappel – L 226 – Leideneck – K 24 – K 68 – K 69 – Krastel – K 26 – Bell (Hunsrück) –                                                              |
| K 26  | K 25 in Krastel – Wohnroth – K 25 |
| K 27  | L 108 in Kastellaun – Spesenroth – L 108 in Hasselbach                                                                                               |
| K 28  | L 108 in Alterkülz – L 219 in Laubach |
| K 29  | L 204 – L 108 in Kastellaun |
| K 30  | Mörz – L 204 |
| K 31  | L 108 – Sabershausen – L 205 – K 33 – Heyweiler – K 34 – L 215                                                                                       |
| K 32  | L 205 – Steffenshof |
| K 33  | L 205 – K 47 in Mannebach |
| K 34  | K 31 in Heyweiler – Sevenich – L 215 |
| K 35  | L 205 in Beltheim – Gödenroth – – K 37 in Hollnich                                                                                                   |
| K 36  | – L 218 in Ebschied |
| K 37  | L 219 – Gammelshausen – Hollnich – K 35 – L 218 |
| K 38  | L 216 in Lingerhahn – K 39 in Maisborn |
| K 38  | L 108 in Lahr – L 204 in Mörsdorf (durch Umgliederung dreier Gemeinden aus dem Landkreis Cochem-Zell zum Rhein-Hunsrück-Kreis)                       |
| K 39  | L 218 – Horn – K 40 – L 219 – Bubach – Maisborn – K 38 – L 214                                                                                       |
| K 40  | L 218 – Horn – K 39 – K 41 – L 220 – Steinbach – K 42 – L 220                                                                                        |
| K 41  | L 214 in Laudert – Riegenroth – L 219 – K 40 – L 220 in Budenbach                                                                                    |
| K 42  | K 40 in Steinbach – L 223 in Benzweiler |
| K 44  | (K 23 im Landkreis Mainz-Bingen) – Kreisgrenze – Erbach – K 48 – L 214/L 223 in Rheinböllen                                                          |
| K 45  | L 224 in Rheinböllen – Dichtelbach – K 48 – Kreisgrenze – (K 35 im Landkreis Bad Kreuznach)                                                          |
| K 46  | L 223 – Waldsiedlung Römerstraße – Kleinweidelbach –                                                                                                 |
| K 47  | L 108 in Korweiler – Mannebach – K 33 – L 205/L 215 in Beltheim                                                                                      |
| K 48  | K 44 in Erbach – L 225 – K 45 in Dichtelbach |
| K 49  | L 214 – L 223 – Mörschbach – K 52 – nicht befahrbare Strecke – K 50 – Schnorbach – L 242 in Argenthal                                                |
| K 50  | L 223 in Pleizenhausen – Wahlbach – K 52 – K 49 – K 52 – /L 239                                                                                      |
| K 51  | L 218 – Niederkumbd – K 71 – L 218 |
| K 52  | L 218 in Simmern/Hunsrück – Altweidelbach – K 54 – Wahlbach – K 50 – Mörschbach – K 49 – K 50                                                        |
| K 53  | K 54 – L 242 in Argenthal |
| K 54  | K 52 in Altweidelbach – K 53 – K 55 in Mutterschied                                                                                                  |
| K 55  | – Mutterschied – K 54 – /L 242 |
| K 56  | K 58 in Oppertshausen – Belgweiler – K 57 – nördliche Strecke – K 57                                                                                 |
| K 57  | K 56 in Belgweiler – südliche Strecke – K 56 – L 162 – L 108 in Tiefenbach                                                                           |
| K 58  | K 3 – Schönborn – Oppertshausen – K 56 – Ravengiersburg – K 59 – K 16 – Mengerschied – L 162 – Layenkaul                                             |
| K 59  | K 58 – L 162 in Sargenroth |
| K 60  | Panzweiler – L 162 in Gemünden |
| K 61  | in Gehlweiler – K 62 |
| K 62  | L 229 – K 61 – K 63 – Henau – Kreisgrenze – (K 14 im Landkreis Bad Kreuznach)                                                                        |
| K 63  | L 229 – K 62 |
| K 64  | (K 54 im Landkreis Cochem-Zell) – Kreisgrenze – L 203 in Mastershausen                                                                               |
| K 65  | (K 44 im Landkreis Cochem-Zell) – Kreisgrenze – ohne Abzweig einer klassifizierten Straße – Kreisgrenze – (K 44 im Landkreis Cochem-Zell)            |
| K 66  | L 205 – Dommershausen – L 205 |
| K 67  | Rothenbergerhof – |
| K 68  | K 25 – K 24 |
| K 69  | L 203 in Mastershausen – K 25 |
| K 70  | L 108 in Kümbdchen – L 218 in Simmern/Hunsrück |
| K 71  | L 227 in Klosterkumbd – K 51 in Niederkumbd |
| K 72  | (K 70 im Landkreis Birkenfeld) – Kreisgrenze – ohne Abzweig einer klassifizierten Straße – Kreisgrenze – (K 69 im Landkreis Birkenfeld)              |
| K 73  | L 190 in Hirschfeld (Hunsrück) – Wahlenau – K 77 – K 75 – K 74 – Niederweiler – L 182 – Sohren – K 75 – K 2 – /L 194                                 |
| K 74  | / – Büchenbeuren – K 75 – Niederweiler – K 73 – Kreisgrenze – (K 71 im Landkreis Birkenfeld)                                                         |
| K 75  | K 73 in Wahlenau – K 74 – Büchenbeuren – L 182 – K 73 in Sohren                                                                                      |
| K 76  | Lautzenhausen – L 182 |
| K 77  | (K 137 im Landkreis Bernkastel-Wittlich) – Kreisgrenze – / – K 73 in Wahlenau                                                                        |
| K 78  | (K 106 im Landkreis Bernkastel-Wittlich) – Kreisgrenze – /                                                                                           |
| K 79  | L 193 – Kreisgrenze – (K 133 im Landkreis Bernkastel-Wittlich)                                                                                       |
| K 80  | (K 53 im Landkreis Cochem-Zell) – Kreisgrenze – L 193 in Raversbeuren                                                                                |
| K 81  | / – K 2 in Niedersohren |
| K 82  | (K 52 im Landkreis Cochem-Zell) – Kreisgrenze – Hahn – L 193                                                                                         |
| K 83  | L 194 – Würrich – K 84 |
| K 84  | Belg – K 83 – L 193 |
| K 85  | (K 35 im Landkreis Mainz-Bingen) – Kreisgrenze – L 214 in Rheinböllerhütte                                                                           |
| K 86  | K 88 – K 87 – Kreisgrenze – (K 23 im Landkreis Mainz-Bingen)                                                                                         |
| K 87  | K 86 – Kreisgrenze – (K 22 im Landkreis Mainz-Bingen)                                                                                                |
| K 88  | L 220 – in Wiebelsheim – K 86 – Perscheid – K 90 – K 89 in Langscheid                                                                                |
| K 89  | L 220 – Langscheid – K 88 – Kreisgrenze – (K 21 im Landkreis Mainz-Bingen)                                                                           |
| K 90  | L 220 in Oberwesel – Dellhofen – K 88 in Perscheid                                                                                                   |
| K 91  | L 220 in Engehöll – Weiler-Boppard |
| K 92  | L 220 – Damscheid – K 127 – K 93 in Oberwesel |
| K 93  | K 100 – K 97 – Niederburg – K 127 – K 95 – Oberwesel – K 94 – K 92 – L 220                                                                           |
| K 94  | K 95 – Oberwesel – K 93 – K 92 – L 220 |
| K 95  | K 100 – Urbar – K 97 – K 94 – K 93 |
| K 96  | L 214 – K 108 – Emmelshausen – L 206 – K 104 – |
| K 97  | K 93 – K 95 in Urbar |
| K 98  | K 100 in Hausbay – L 216 in Lingerhahn |
| K 99  | L 214 – Nenzhäuserhof |
| K 100 | – Hausbay – K 98 – Pfalzfeld – L 214 – L 215 – – K 101 – nördliche Strecke – K 101 – K 93 – K 95 – Biebernheim – in Sankt Goar                       |
| K 101 | K 100 – Birkheim – Badenhard – K 100 – Utzenhain – L 206                                                                                             |
| K 102 | L 215 in Bickenbach – Thörlingen – in Reifenthal |
| K 103 | L 214 in Sauerbrunnen – Lamscheid |
| K 104 | Schwall – K 96 |
| K 105 | Dörth – L 211 |
| K 107 | Mermuth – L 206 in Gondershausen |
| K 108 | Dieler – K 109 – Ney – K 111 – Halsenbach – K 110 – K 96                                                                                             |
| K 109 | Schönecker Mühle/Hierenmühle – K 108 |
| K 110 | K 108 in Halsenbach – Ehr – – Ehrerheide |
| K 111 | K 108 – Kratzenburg – L 214 |
| K 112 | L 214 – Mermicherhof |
| K 113 | Fellen – |
| K 114 | L 212 in Rheinbay – K 115 – L 213 |
| K 115 | K 116 – K 126 in Hirzenach |
| K 117 | L 210 – Fleckertshöhe – L 212 |
| K 118 | L 210 in Boppard – Buchenau – L 212 |
| K 119 | (K 72 im Landkreis Mayen-Koblenz) – Kreisgrenze – K 120 – südliche Strecke – K 120 – Buchholz – L 209/L 214                                          |
| K 120 | K 120 in Windhausen – K 119 – Herschwiesen – K 119 – Oppenhausen – K 120 – Windhausen – Schloss Schöneck                                             |
| K 122 | L 207 – Udenhausen |
| K 123 | – Kreisgrenze – (K 78 im Landkreis Mayen-Koblenz) |
| K 124 | Jakobsbergerhof – Kreisgrenze – (K 78 im Landkreis Mayen-Koblenz)                                                                                    |
| K 126 | in Bad Salzig – Hirzenach – K 115 – |
| K 127 | K 93 in Niederburg – K 92 in Damscheid |
| K 128 | L 206 – L 213 |
| K 129 | L 205 – Eveshausen – L 205 |